# Bouchaib El Moubarki
Bouchaib El Moubarki (em árabe بوشعيب المباركي:(Essahel, 12 de janeiro de 1978) é um ex-futebolista de Marrocos, que atuava como atacante.

## Carreira
Bouchaib El Moubarki representou a Seleção Marroquina de Futebol nas Olimpíadas de 2000 e 2004.